# Ехегис (река)
Ехегис (арм. Եղեգիս), Элеги́с или Алаяз — река в Армении, правый приток Арпы (бассейн Аракса), протекает по территории Вайоцдзорской области.
Длина реки составляет 49 км. Берёт начало на южном склоне горы Варденис (в восточной части Варденисского хребта), на высоте более 3000 метров. Общее направление течения — юго-западное. Впадает в Арпу вблизи города Ехегнадзор на высоте 1059 м над уровнем моря. Основной приток — Селим (правый).